# أساكي (سايتاما)
مدينة أساكي (بالإنجليزية: Asaka) هي أحد المدن التابعة لمحافظة سايتاما. تأسست رسميًا في 15/03/1967. ويقدر عدد سكانها بـ 126902 نسمة حسب تقدير مكتب الإحصاء الياباني لعام 2012. تبلغ مساحة أساكي 18.38 كم2. بكثافة سكانية تبلغ 6904 نسمة/كم2.

## أعلام
- أكيرا ناكامورا
- شونكي تاكاهاشي
- يوسوكي يادا